# Amt Schönwalde-Glien
Das Amt Schönwalde-Glien war ein 1992 gebildetes Amt in dem fünf Gemeinden des damaligen Kreises Nauen (heute Landkreis Havelland, Brandenburg) zu einem Verwaltungsverbund zusammengefasst waren. Der Amtssitz war in der Gemeinde Schönwalde. Das Amt Schönwalde-Glien wurde 2003 im Zuge der Gemeindereform in Brandenburg wieder aufgelöst.

## Geographische Lage
Das Amt Schönwalde-Glien grenzte im Norden an die Ämter Nauen-Land und Oberkrämer, im Nordosten und Osten an das Amt Oberkrämer sowie jeweils nur auf kurze Strecken an die Stadt Hennigsdorf und Berlin-Spandau, im Südosten an das Amt Brieselang, im Süden an die Stadt Falkensee und im Westen an das Amt Nauen-Land. Es hatte eine Größe von knapp 84 km² und 4879 Einwohner (31. Dez. 1992) bzw. 7478 Einwohner (31. Dez. 2002).

## Geschichte
Der Minister des Innern des Landes Brandenburg erteilte am 30. Juni 1992 seine Zustimmung zur Bildung des Amtes Schönwalde-Glien. Als Zeitpunkt des Zustandekommens des Amtes wurde der 6. Juli 1992 festgelegt. Das Amt hatte seinen Sitz in der Gemeinde Schönwalde und bestand aus fünf Gemeinden des damaligen Kreises Nauen:
1. Schönwalde (heute Ortsteile Schönwalde-Dorf und Schönwalde-Siedlung[3])
2. Paaren (= Paaren im Glien)
3. Pausin
4. Perwenitz
5. Wansdorf

Zum 26. Oktober 2003 wurde aus den Gemeinden Paaren im Glien, Pausin, Perwenitz, Schönwalde und Wansdorf (Amt Schönwalde-Glien) sowie der Gemeinde Grünefeld (Amt Nauen-Land) per Gesetz die neue Gemeinde Schönwalde-Glien gebildet. Das Amt Schönwalde-Glien wurde aufgelöst, die Gemeinde Schönwalde-Glien wurde amtsfrei.

## Amtsdirektor
Letzter Amtsdirektor war Kurt Hartley.